# Primer ministro de Polonia
El primer ministro de Polonia, oficialmente el presidente del Consejo de Ministros (en polaco: Prezes Rady Ministrów), representa y dirige los trabajos del Consejo de Ministros (el gabinete), supervisa los gobiernos autónomos regionales según la Constitución y otras leyes, y actúa como superior jerárquico de todos los funcionarios públicos del país. Hasta 1922, el primer ministro era también llamado “presidente de los ministros” (Prezydent Ministrów).
El primer ministro puede simultáneamente ocupar la jefatura de un departamento o comité. También puede ser representante en el Sejm (parlamento de la república). Sin embargo, el primer ministro no puede ocupar el puesto de Presidente de la República de Polonia, o de líder de la Suprema Corte de Control (NIK), o de presidente del Banco Nacional de Polonia (Narodowy Bank Polski) o también el cargo de “ombudsman” (en polaco, Rzecznik Praw Obywatelskich).

## Lista de primeros ministros

### Primeros ministros de la Polonia del Congreso (5-nov.-1916-1918)
| N.º | Nombre                | Período de gobierno                             |
| --- | --------------------- | ----------------------------------------------- |
| 1   | Jan Kucharzewski      | 7 de diciembre de 1917-11 de febrero de 1918    |
| 2   | Antoni Ponikowski     | 27 de febrero de 1918-4 de abril de 1918        |
| 3   | Jan Kanty Steczkowski | 4 de abril de 1918-1918-2 de octubre de 1918    |
| 4   | Józef Świerzyński     | 23 de octubre de 1918-3 de noviembre de 1918    |
| 5   | Władysław Wróblewski  | 3 de noviembre de 1918-14 de noviembre de 1918  |
| 6   | Ignacy Daszyński      | 14 de noviembre de 1918-17 de noviembre de 1918 |

### Primeros ministros de la Segunda República polaca (1918-1939)
| N.º | Nombre                       | Período de gobierno                                           |
| --- | ---------------------------- | ------------------------------------------------------------- |
| 3   | Ignacy Daszyński             | 6 de noviembre/7 de noviembre de 1918-18 de noviembre de 1918 |
| 4   | Jędrzej Moraczewski          | 18 de noviembre de 1918-18 de enero de 1919                   |
| 5   | Ignacy Jan Paderewski        | 18 de enero de 1919-13 de noviembre de 1919                   |
| 6   | Leopold Skulski              | 13 de diciembre de 1919-27 de junio de 1920                   |
| 7   | Władysław Grabski            | 27 de junio de 1920-24 de julio de 1920                       |
| 8   | Wincenty Witos               | 24 de julio de 1920-19 de septiembre de 1921                  |
| 9   | Antoni Ponikowski            | 19 de septiembre de 1921-28 de junio de 1922                  |
| 10  | Artur Śliwiński              | 28 de junio de 1922-31 de julio de 1922                       |
| 11  | Julian Nowak                 | 31 de julio de 1922-16 de diciembre de 1922                   |
| 12  | Władysław Sikorski           | 16 de diciembre de 1922-28 de mayo de 1923                    |
| 13  | Wincenty Witos               | 28 de mayo de 1923-19 de diciembre de 1923                    |
| 14  | Władysław Grabski            | 19 de diciembre de 1923-20 de noviembre de 1925               |
| 15  | Aleksander Skrzyński         | 20 de noviembre de 1925-10 de mayo de 1926                    |
| 16  | Wincenty Witos               | 10 de mayo de 1926-14 de mayo de 1926                         |
| 17  | Kazimierz Bartel             | 15 de mayo de 1926-30 de septiembre de 1926                   |
| 18  | Józef Piłsudski              | 2 de octubre de 1926-27 de junio de 1928                      |
| 19  | Kazimierz Bartel             | 27 de junio de 1928-14 de abril de 1929                       |
| 20  | Kazimierz Świtalski          | 14 de abril de 1929-29 de diciembre de 1929                   |
| 21  | Kazimierz Bartel             | 29 de diciembre de 1929-29 de marzo de 1930                   |
| 22  | Walery Sławek                | 29 de marzo de 1930-25 de agosto de 1930                      |
| 23  | Józef Piłsudski              | 25 de agosto de 1930-4 de diciembre de 1930                   |
| 24  | Walery Sławek                | 4 de diciembre de 1930-27 de mayo de 1931                     |
| 25  | Aleksander Prystor           | 27 de mayo de 1931-10 de mayo de 1933                         |
| 26  | Janusz Jędrzejewicz          | 10 de mayo de 1933-15 de mayo de 1934                         |
| 27  | Leon Kozłowski               | 15 de mayo de 1934-28 de marzo de 1935                        |
| 28  | Walery Sławek                | 28 de marzo de 1935-13 de octubre de 1935                     |
| 29  | Marian Zyndram-Kościałkowski | 13 de octubre de 1935-15 de mayo de 1936                      |
| 30  | Felicjan Sławoj Składkowski  | 15 de mayo de 1936-30 de septiembre de 1939                   |

### Primeros ministros de Polonia en el exilio (1939-1990)
| N.º | Nombre                | Período de gobierno                             |
| --- | --------------------- | ----------------------------------------------- |
| 31  | Władysław Sikorski    | 30 de septiembre de 1939-4 de julio de 1943     |
| 32  | Stanisław Mikołajczyk | 14 de julio de 1943-24 de noviembre de 1944     |
| 33  | Tomasz Arciszewski    | 29 de noviembre de 1944-2 de julio de 1947      |
| 34  | Tadeusz Komorowski    | 2 de julio de 1947-10 de febrero de1949         |
| 35  | Tadeusz Tomaszewski   | 7 de abril de 1949-10 de agosto de1950          |
| 36  | Roman Odzierzyński    | 25 de septiembre de 1950-8 de diciembre de 1953 |
| 37  | Jerzy Hryniewski      | 18 de enero de 1954-13 de mayo de 1954          |
| 38  | Stanisław Mackiewicz  | 8 de junio de 1954-21 de junio de 1955          |
| 39  | Hugon Hanke           | 8 de agosto de 1955-10 de septiembre de 1955    |
| 40  | Antoni Pająk          | 10 de septiembre de 1955-14 de junio de 1965    |
| 41  | Aleksander Zawisza    | 25 de junio de 1965-9 de junio de 1970          |
| 42  | Zygmunt Muchniewski   | 20 de julio de 1970-13 de julio de 1972         |
| 43  | Alfred Urbański       | 18 de julio de 1972-15 de julio de 1976         |
| 44  | Kazimierz Sabbat      | 5 de agosto de 1976-8 de abril de 1986          |
| 45  | Edward Szczepanik     | 8 de abril de 1986-22 de diciembre de 1990      |

### Primeros ministros de la República Popular de Polonia (1944-1989)
| N.º | Nombre                 | Período de gobierno                             |
| --- | ---------------------- | ----------------------------------------------- |
| 46  | Edward Osóbka-Morawski | 22 de julio de 1944-6 de febrero de 1947        |
| 47  | Józef Cyrankiewicz     | 6 de febrero de 1947-20 de noviembre de 1952    |
| 48  | Bolesław Bierut        | 20 de noviembre de 1952-18 de marzo de 1954     |
| 49  | Józef Cyrankiewicz     | 18 de marzo de 1954-23 de diciembre de 1970     |
| 50  | Piotr Jaroszewicz      | 23 de diciembre de 1970-18 de febrero de 1980   |
| 51  | Edward Babiuch         | 18 de febrero de 1980-24 de agosto de 1980      |
| 52  | Józef Pińkowski        | 24 de agosto de 1980-11 de febrero de 1981      |
| 53  | Wojciech Jaruzelski    | 11 de febrero de 1981-6 de noviembre de 1985    |
| 54  | Zbigniew Messner       | 6 de noviembre de 1985-27 de septiembre de 1988 |
| 55  | Mieczysław Rakowski    | 27 de septiembre de 1988-2 de agosto de 1989    |
| 56  | Czesław Kiszczak       | 2 de agosto de 1989-24 de agosto de 1989        |

### Primeros ministros desde 1989
| N.º | Foto                    | Nombre                            | Duración del mandato     | Duración del mandato    | Duración del mandato    | Partido político                           | Sejm                    | Gabinete                         | Presidente | Presidente             |
| N.º | Foto                    | Nombre                            | Inicio                   | Fin                     | Días                    | Partido político                           | Sejm                    | Gabinete                         | Presidente | Presidente             |
| --- | ----------------------- | --------------------------------- | ------------------------ | ----------------------- | ----------------------- | ------------------------------------------ | ----------------------- | -------------------------------- | ---------- | ---------------------- |
| 1   |                         | Tadeusz Mazowiecki (1927-2013)    | 24 de agosto de 1989     | 4 de enero de 1991      | 498                     | Solidaridad (KO"S")                        | 1989                    | Mazowiecki PZPR-KO"S"-ZSL-SD     |            | Wojciech Jaruzelski    |
| 1   | Lech Wałęsa             | Tadeusz Mazowiecki (1927-2013)    | 24 de agosto de 1989     | 4 de enero de 1991      | 498                     | Solidaridad (KO"S")                        | 1989                    | Mazowiecki PZPR-KO"S"-ZSL-SD     |            |                        |
| 2   |                         | Jan Krzysztof Bielecki (n. 1951)  | 4 de enero de 1991       | 6 de diciembre de 1991  | 336                     | Congreso Liberal Democrático (KLD)         | 1989                    | Bielecki KLD-ZChN-AC-SD          |            |                        |
| 3   |                         | Jan Olszewski (1930-2019)         | 6 de diciembre de 1991   | 5 de junio de 1992      | 182                     | Acuerdo de Centro (PC)                     | 1991                    | Olszewski PSL-ZChN-PC            |            |                        |
| 4   |                         | Waldemar Pawlak (n. 1959)         | 5 de junio de 1992       | 11 de julio de 1992     | 36                      | Partido Campesino Polaco (PSL)             | 1991                    | Pawlak I PSL                     |            |                        |
| 5   |                         | Hanna Suchocka (n. 1946)          | 11 de julio de 1992      | 26 de octubre de 1993   | 508                     | Unión Democrática (UD)                     | 1991                    | Suchocka UD-ZChN-PSL-KLD-PPPP-PL |            |                        |
| 4   |                         | Waldemar Pawlak (n. 1959)         | 26 de octubre de 1993    | 7 de marzo de 1995      | 497                     | Partido Popular Polaco (PSL)               | 1993                    | Pawlak II SLD-PSL-BBWR           |            |                        |
| 5   |                         | Józef Oleksy (1946-2015)          | 7 de marzo de 1995       | 7 de febrero de 1996    | 337                     | Partido Social Demócrata de Polonia (SdPR) | 1993                    | Oleksy SLD-PSL                   |            | Aleksander Kwaśniewski |
| 6   |                         | Włodzimierz Cimoszewicz (n. 1950) | 7 de febrero de 1996     | 31 de octubre de 1997   | 632                     | Partido Social Demócrata de Polonia (SdPR) | 1993                    | Cimoszewicz SdPR-PSL             |            | Aleksander Kwaśniewski |
| 7   |                         | Jerzy Buzek (n. 1940)             | 31 de octubre de 1997    | 19 de octubre de 2001   | 1449                    | Solidaridad (AWS)                          | 1997                    | Buzek AWS-UW                     |            | Aleksander Kwaśniewski |
| 8   |                         | Leszek Miller (n. 1946)           | 19 de octubre de 2001    | 2 de mayo de 2004       | 1291                    | Alianza de la Izquierda Democrática (SLD)  | 2001                    | Miller SLD-UP-PSL                |            | Aleksander Kwaśniewski |
| 9   |                         | Marek Belka (n. 1952)             | 2 de mayo de 2004        | 11 de junio de 2004     | 547                     | Alianza de la Izquierda Democrática (SLD)  | 2001                    | Belka I SLD-UP                   |            | Aleksander Kwaśniewski |
| 9   | 11 de junio de 2004     | Marek Belka (n. 1952)             | 31 de octubre de 2005    | Belka II SLD-UP         | 547                     | Alianza de la Izquierda Democrática (SLD)  | 2001                    |                                  |            | Aleksander Kwaśniewski |
| 10  |                         | Kazimierz Marcinkiewicz (n. 1959) | 31 de octubre de 2005    | 14 de julio de 2006     | 256                     | Ley y Justicia (PiS)                       | 2005                    | Marcinkiewicz PiS-SRP-LPR        |            | Lech Kaczyński         |
| 11  |                         | Jaroslaw Kaczyński (1949)         | 14 de julio de 2006      | 16 de noviembre de 2007 | 490                     | Ley y Justicia (PiS)                       | 2005                    | Kaczyński PiS-SRP-LPR            |            | Lech Kaczyński         |
| 12  |                         | Donald Tusk (n. 1957)             | 16 de noviembre de 2007  | 18 de noviembre de 2011 | 2502                    | Plataforma Cívica (PO)                     | 2007                    | Tusk I PO-PSL                    |            | Lech Kaczyński         |
| 12  | Bronisław Komorowski    | Donald Tusk (n. 1957)             | 16 de noviembre de 2007  | 18 de noviembre de 2011 | 2502                    | Plataforma Cívica (PO)                     | 2007                    | Tusk I PO-PSL                    |            |                        |
| 12  | 18 de noviembre de 2011 | Donald Tusk (n. 1957)             | 22 de septiembre de 2014 | 2011                    | 2502                    | Plataforma Cívica (PO)                     | Tusk II PO-PSL          |                                  |            |                        |
| 13  |                         | Ewa Kopacz (n. 1956)              | 22 de septiembre de 2014 | 2011                    | 16 de noviembre de 2015 | 420                                        | Plataforma Cívica (PO)  | Kopacz PO-PSL                    |            |                        |
| 14  |                         | Beata Szydło (n. 1963)            | 16 de noviembre de 2015  | 11 de diciembre de 2017 | 756                     | Ley y Justicia (PiS)                       | 2015                    | Szydło PiS-PRZP-SP               |            | Andrzej Duda           |
| 15  |                         | Mateusz Morawiecki (n. 1968)      | 11 de diciembre de 2017  | 15 de noviembre de 2019 | 2193                    | Ley y Justicia (PiS)                       | 2015                    | Morawiecki I PiS-P-SP            |            | Andrzej Duda           |
| 15  | 15 de noviembre de 2019 | Mateusz Morawiecki (n. 1968)      | 27 de noviembre de 2023  | 2019                    | 2193                    | Ley y Justicia (PiS)                       | Morawiecki II PiS-PR-SP |                                  |            | Andrzej Duda           |
| 15  | 27 de noviembre de 2023 | Mateusz Morawiecki (n. 1968)      | 13 de diciembre de 2023  | 2023                    | 2193                    | Ley y Justicia (PiS)                       | Morawiecki III PiS-SP   |                                  |            | Andrzej Duda           |
| 16  |                         | Donald Tusk (n. 1957)             | 13 de diciembre de 2023  | 2023                    | En el Cargo             | 510                                        | Plataforma Cívica (PO)  | Tusk III KO-TD-Lewica            |            | Andrzej Duda           |